# Winter-Universiade 1972/Skilanglauf
Bei der Winter-Universiade 1972 wurden sieben Wettbewerbe im Skilanglauf ausgetragen.

## Bilanz

### Medaillenspiegel
| Platz  | Land               | Gold | Silber | Bronze | Gesamt |
| ------ | ------------------ | ---- | ------ | ------ | ------ |
| 1      | Sowjetunion        | 6    | 5      | 2      | 13     |
| 2      | Finnland           | 1    | –      | –      | 1      |
| 3      | Polen              | –    | 1      | 1      | 2      |
| 4      | Japan              | –    | 1      | –      | 1      |
| 5      | Vereinigte Staaten | –    | –      | 2      | 2      |
| 6      | Schweiz            | –    | –      | 1      | 1      |
| 6      | Tschechoslowakei   | –    | –      | 1      | 1      |
| Gesamt | Gesamt             | 7    | 7      | 7      | 21     |

### Medaillengewinner
Männer
| Disziplin         | Gold                                                                    | Silber                                                   | Bronze                                                              |
| ----------------- | ----------------------------------------------------------------------- | -------------------------------------------------------- | ------------------------------------------------------------------- |
| 15 km Klassisch   | Fjodor Simaschow                                                        | Iwan Pronin                                              | Sergei Saweljew                                                     |
| 30 km Massenstart | Fjodor Simaschow                                                        | Nikolai Jemelin                                          | Ulrich Wenger                                                       |
| 15 km Kombiniert  | Tom Bachmann                                                            | Waldimir Rus                                             | Ladislav Rygl                                                       |
| 4 × 10 km Staffel | SowjetunionFjodor Simaschow Iwan Pronin Sergei Saweljew Nikolai Jemelin | JapanKunio Shibata Tomio Okamura Kōji Shimizu Kenzo Kida | Vereinigte StaatenRonny Yeager Larry Martin Joe McNulty Gene Morgan |

Frauen
| Disziplin        | Gold                                                     | Silber                                                    | Bronze                                                                |
| ---------------- | -------------------------------------------------------- | --------------------------------------------------------- | --------------------------------------------------------------------- |
| 5 km Klassisch   | Ljubow Muchatschowa                                      | Olga Rokko                                                | Nina Seljunina                                                        |
| 10 km Klassisch  | Ljubow Muchatschowa                                      | Nina Seljunina                                            | Zofia Majerczyk                                                       |
| 3 × 5 km Staffel | SowjetunionNina Seljunina Olga Rokko Ljubow Muchatschowa | PolenZofia Majerczyk Krystyna Turowska Bogumiła Trzebunia | Vereinigte StaatenMaryanne Van Enkevort Margie Mahoney Barbara Britch |